# Евреинов, Александр Николаевич
Александр Николаевич Евреинов (8 [20] марта 1877, Санкт-Петербург — 20 августа 1959, Рим) — архиепископ Российской грекокатолической церкви, сотрудник Русского апостолата; дипломат.

## Биография
Родился 8 (20) марта 1877 года в дворянской семье в Санкт-Петербурге. Сын генерал-лейтенанта Николая Даниловича Евреинова (1830—1904) и его жены Марии Викторовны, урожд. Гардер.
В 1897 году окончил Александровский лицей. Служил по дипломатическому ведомству, был секретарём Российского посольства в Константинополе (1900—1906), затем — 2-м секретарём в Риме (1906—1909).
В 1905 году (по другим сведениям в 1909) перешёл в католичество в Константинополе, в 1909 году вышел в отставку и поступил учиться в духовную семинарию, в 1913 году в греческом коллегиуме святого Афанасия в Риме был рукоположен в сан священника, в 1916—1921 годах трудился в Апостольской нунциатуре Парижа.

### Настоятель в Париже и русская эмиграция
В 1925 году иеромонах Александр Евреинов отслужил первую в Париже католическую литургию в соответствии с русскими богослужебными традициями, в крипте церкви Марии Магдалины, что положило начало создания русского католического прихода посвященного Святой Троице.
С этой общиной, состоящей из представителей русской эмиграции, были также связаны священники Владимир Абрикосов и Дмитрий Кузьмин-Караваев. Среди прихожан были известные лица: писатель Надежда Александровна Лаппо-Данилевская, барон Михаил Александрович Таубе, дирижер Дмитрий Аристов, полковник Михаил Андреевич Юдин-Бельский, Зоя Александровна Камлюхина, Иван Владимирович Пузына и другие.
С 1927 года приход приобрел собственное помещение. Освящал храм епископ Петр Бучис MIC.
В 1928 году Евреинов был возведён в сан архимандрита.
С 1930 год он основывал и стал редактировать журнал «Благовест».
В 1932 году по инициативе Евреинова пр приходе возникли Братство святителя и чудотворца Николая, которое каждое третье воскресенье месяца устраивало чтение докладов и совершало специальные молитвы, и Братство Молитвы о Церковном единении, продолжившие московские традиции совместных православно-католических духовных встреч, посвящённых теме церковного единства, заложенные благодаря инициативе Святейшего патриарха Всероссийского Тихона Белавина и экзарха Российских католиков византийского обряда протопресвитера Леонида Фёдорова. По инициативе участников этих экуменических собраний в Париже была заказана специальная икона преподобного Сергия Радонежского и святой Терезы Младенца Иисуса, избранных покровителями этих бесед.
17 марта 1933 года в парижской церкви Сен Сюльпис архимандрит Евреинов в сослужении со священником профессором Парижского католического института Георгием Цебриковым сослужили на литургии епископу Николаю Чарнецкому.
С 1934 года приходской храм в Париже был оборудован в новом здании на rue François Gérard, 39, где он находится и ныне. После Евреинова настоятелем храма стал француз, доминиканец Христофор Дюмон.

### Епископ
6 декабря 1936 года Евреинов стал епископом с титулом Парийский. Хиротония была совершена в храме преподобного Антония Великого при Руссикуме, мелькитским митрополитом Бейрута Максимом Сайех в сослужении с итало-албанским епископом Лунгро Джованни Меле. В дальнейшем преосвященный Александр будет работать Ватиканском бюро по военнопленным и на других ответственных постах в Ватикане.
По случаю отмечавшегося в 1938 году празднования 950-летия Крещения Руси впервые в Соборе Святого Петра 21 мая Евреинов совершил служение торжественной Литургии вместе с духовенством Украинской греко-католической церкви отцами Иосифом Слипым, ректором Богословской Академии во Львове и игуменом студитов Климентом Шептицким, будущим вторым Всероссийским экзархом католиков византийского обряда. Там также были отцы Кирилл Королевский и Виктор Новиков, будущий Всероссийский вице-экзарх, затем католический экзарх Сибири и тайный епископ.
Евреинов рукоположил многих представителей русского апостолата, среди них: Андрей Катков, Кирилл Козина, Анри Петижан, Андрей Стерпин, Федор Ромжа и другие.
Во время второй мировой войны возглавил Папский комитет помощи военнопленным, затем с 1947 по 1959 годы руководил Отделом иностранной прессы при Государственном секретариате Ватикана.
В Риме Евреинов продолжал свои контакты с русской эмиграцией, как первой так и второй волны, в числе которых были: писатель Борис Николаевич Ширяев, поэт Иванов, Вячеслав Иванович, семья Леонида Михайловича и Риммы Никитичны Браиловских, активно сотрудничал с издательством «Жизнь с Богом».
5 июня 1952 года архиепископ освятил новый престол, подаренный словацкими католиками Америки и Канады, в римской Базилике Святого Климента, устроенный над могилой просветителя славян равноапостольного Кирилла.
В 1958 году рукоположил для Русского центра Фордемского университета в Нью-Йорк иезуитов: Иоанна Моватт SJ, Августина Морбахер SJ и Георгия Мелони SJ.
Жил в Риме при Папском русском коллегиуме «Руссикум».
Умер 20 августа 1959 года в Риме, похоронен в грекокатолическом монастыре Гроттаферрата.